# 九里警察署
九里警察署（クリけいさつしょ）は、京畿北部地方警察庁所管の警察署である。

## 管轄区域
- 九里市

## 沿革
- 2009年4月20日 - 南楊州警察署から分離する形で開設。

## 管轄派出所
- 校門派出所
- 土坪派出所
- 水沢派出所
- 仁倉派出所